# USS LST-873
O USS LST-873 foi um navio de guerra norte-americano da classe LST que operou durante a Segunda Guerra Mundial.